# 스콧 뉴먼
앨런 스콧 뉴먼(영어: Alan Scott Newman, 1950년 9월 23일 ~ 1978년 11월 20일)은 미국의 배우이자 스턴트맨이다.

## 생애
오하이오주 클리블랜드에서 폴 뉴먼과 그의 첫째 아내인 재키 위트의 아들로 태어났으며 어린 시절에는 자신의 여동생인 수전, 스테퍼니와 함께 뉴욕으로 이주했다. 1958년에 그의 부모가 이혼했고 1960년대 후반에 코네티컷주 웨스트포트로 이주했다. 스테이플스 고등학교를 졸업하고 사립학교에 입학했으나 행동 불량으로 인해 퇴학당했다.
1960년대 후반에 아버지가 출연한 영화에서 스턴트맨으로 출연했다. 1974년에 개봉된 스티브 매퀸, 폴 뉴먼 주연의 재난 영화 《타워링》에서 고소 공포증을 갖고 있는 소방관 역할을 맡았다. 그 외에 영화 《그레이트 왈도 페퍼》(1975년), 《군용열차》(1976년), 《프러터너티 로》(1977년)에 출연했다.
1978년 가을에 모터사이클 교통 사고를 당한 이후에 부상을 완화하기 위하여 진통제를 복용했고 아버지의 금전적인 지원을 통해 정신과 치료를 받았다. 하지만 1978년 11월 20일 밤에 캘리포니아주 로스앤젤레스에서 알코올을 포함한 약물과 다량의 디아제팜을 복용하면서 사망했다. 폴 뉴먼은 1980년에 의료 전문가와 교사가 어린이를 대상으로 한 알코올 및 약물 남용의 위험에 관한 교육 프로그램을 지원하는 스콧 뉴먼 센터(Scott Newman Center)를 설립했다.